# Нгом, Мухамед
Мухамед Эль Башир Нгом (фр. Mouhamed El Bachir Ngom; род. 12 мая 2000, Дакар) — сенегальский футболист, защитник клуба «Рига».

## Карьера

### «Диамбарc»
Воспитанник сенегальской футбольной академии «Оун Юс». В июле 2019 года футболист перебрался в клуб сенегальской Премьер Лиги «Диамбарc». В сезоне 2020/2021 годов стал вице-чемпионом Сенегала вместе со своим клубом. В 2021 году футболист также принимал участие в Кубке Конфедерации КАФ, где отличился забитым голом.

### «Ауда»
В марте 2022 года футболист перешёл в латвийский клуб «Ауда». Дебютировал за клуб 2 апреля 2022 года в матче против клуба «Тукумс 2000», выйдя на поле в начале второго тайма. Дебютный гол за клуб забил 6 мая 2022 года в матче против клуба «Супер Нова». Футболист стал одним из ключевых игроков латвийского клуба. За первую половину сезона отличился забитым голом и результативной передачей.

### «Рига»
В июне 2022 года футболист перешёл в латвийскую «Ригу». Дебютировал за клуб 26 июня 2022 года в матче против «Валмиеры», выйдя на замену в начале второго тайма. В июле 2022 года футболист вместе с клубом отправился на квалификационные матчи Лиги конференций УЕФА. Дебютировал на еврокубковом турнире 21 июля 2022 года в матче против словацкого клуба «Ружомберок». Затем вместе с клубом вышел в третий квалификационные раунд турнира, где по сумме матчей проиграли португальскому клубу «Жил Висенте». Первым результативным действием за клуб футболист отличился 11 сентября 2022 года в матче против «Валмиеры», отдав голевую передачу. По итогу сезона футболист вместе с клубом стал серебряным призёром чемпионата.
Новый сезон начал с матча 12 марта 2023 года против клуба «Елгава», выйдя в стартовом составе и отыграв все 90 минут. В июле 2023 года в вместе с клубом отправился на квалификационные матчи Лиги конференций УЕФА. Первый матч в рамках еврокубкового турнира сыграл 3 августа 2023 года против венгерского клуба «Кечкемет», в дополнительное время отличившись победным забитым голом на 122 минуте, тем самым пройдя в следующий квалификационный раунд. По итогу третьего квалификационного раунда футболист вместе с клубом по сумме матчей уступили нидерландскому клубу «Твенте», тем самым покинув квалификационный этап. Стал обладателем Кубка Латвии, где в финале 25 октября 2023 года победили РФС. По итогу сезона вместе с клубом стал серебряным призёром чемпионата.

## Достижения
«Рига»
- Обладатель Кубка Латвии: 2023
- Обладатель Суперкубка Латвии: 2024